# Waschhaus (Vanvey)

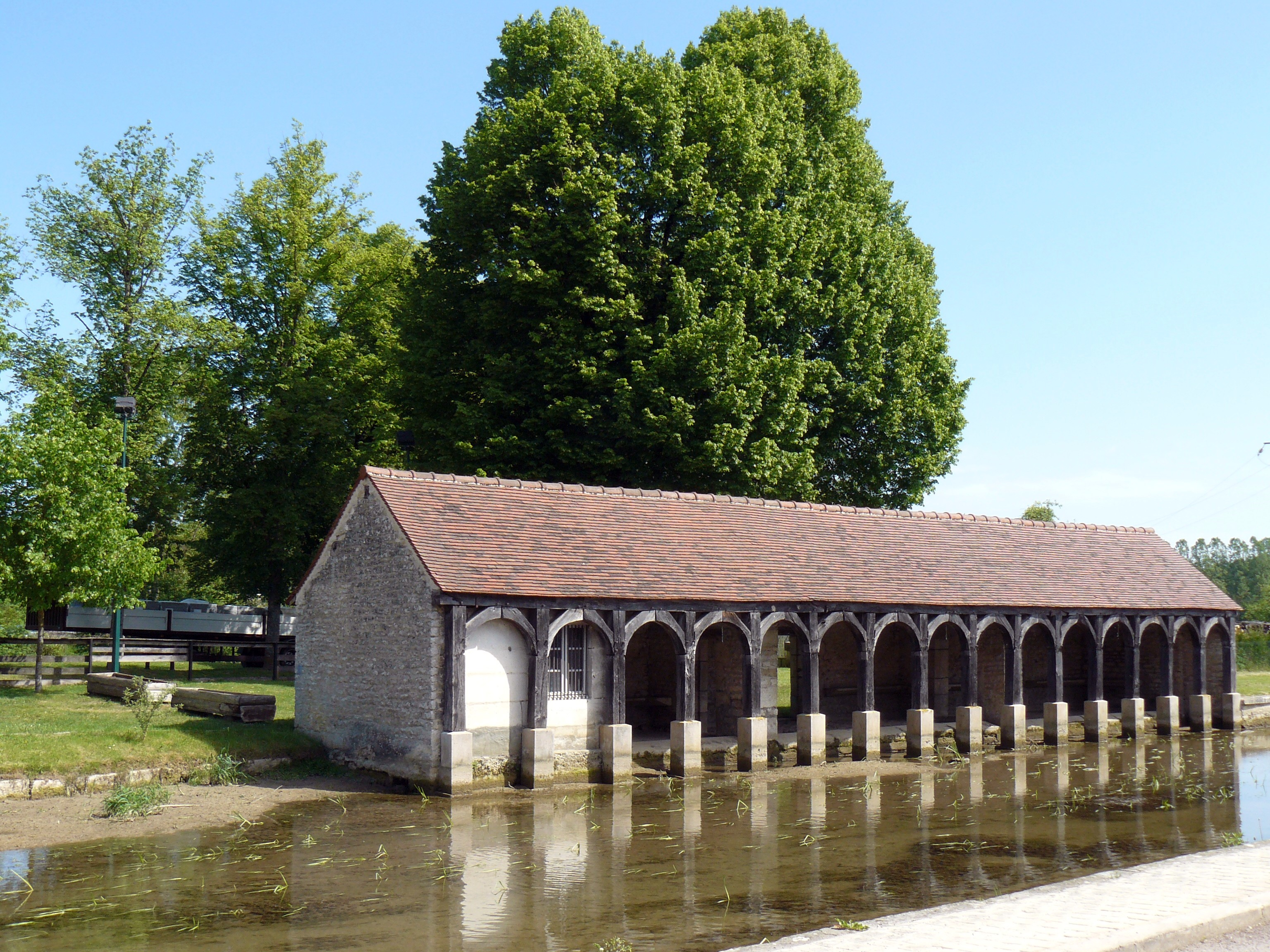
Waschhaus in Vanvey

Das Waschhaus (französisch lavoir) in Vanvey, einer französischen Gemeinde im Département Côte-d’Or in der Region Bourgogne-Franche-Comté, wurde von 1770 bis 1773 errichtet. Das öffentliche Waschhaus am Fluss Ource steht seit 1976 als Monument historique auf der Liste der Baudenkmäler in Frankreich.
Das langgezogene Waschhaus besitzt 15 Holzbögen, die auf Steinfundamenten ruhen.